# Ho Iat Seng
Ho Iat-seng (en chinois simplifié : 贺一诚 ; chinois traditionnel : 賀一誠 ; cantonais Jyutping : Ho6 Jat1 Sing4 ; API : /hɔ̀ː jɐ́t̚.sȅŋ/), né le 12 juin 1957 à Macao, est un hommes d'affaires et homme politique macanais. Il est chef de l'exécutif de Macao de 2019 à 2024.